# Falsk tillvitelse
Falsk tillvitelse är en variant av falsk anklagelse i Sverige, vilket är ett brott enligt brottsbalkens 15:e kapitels 7:e paragraf. Den som utan riktiga grunder anmäler annan för brott hos polismyndighet eller annan myndighet kan dömas upp till två års fängelse eller, om brottet är ringa, till böter eller fängelse i högst sex månader. Likaså om man vad gäller annan person påstår besvärande omständighet eller förnekar friande eller mildrande omständighet, om myndigheten har att upptaga anmälan i sådan sak, kan man dömas för falsk tillvitelse.
Även i andra länder, exempelvis USA, finns brottet.